# جنيات البحر
جنيات البحر (بالإنجليزية: The Sea Fairies)‏ هي رواية خيالية للأطفال بقلم ليمان فرانك بوم، ورسوم جون آر نيل، ونشرت في عام 1911 من قبل شركة رايلي وبريتون، التي نشرت سلسلة كتب أوز لباوم. أهدى باوم الكتاب إلى امرأة غير معروفة تدعى «جوديث من راندولف، ماساتشوستس» وعلى الأرجح فهي طفلة من القراء الذين تراسلوا مع المؤلف.